# Constel·lació de l'Hidra Femella
L'Hidra Femella (Hydra) és la més vasta i la més llarga de les 88 constel·lacions modernes, estenent-se sobre més de 1.300 graus quadrats i més 100 graus de llargada. El cap de l'Hidra es troba al sud de Càncer i el seu cos sinuós s'estén fins a Balança. Malgrat la seva dimensió, no conté més que dues estrelles realment brillants. A les latituds septentrionals mitjanes, necessita més de sis hores per aixecar-se. Es sol representar com una serp d'aigua.

## Història i mitologia

### Mitologia occidental

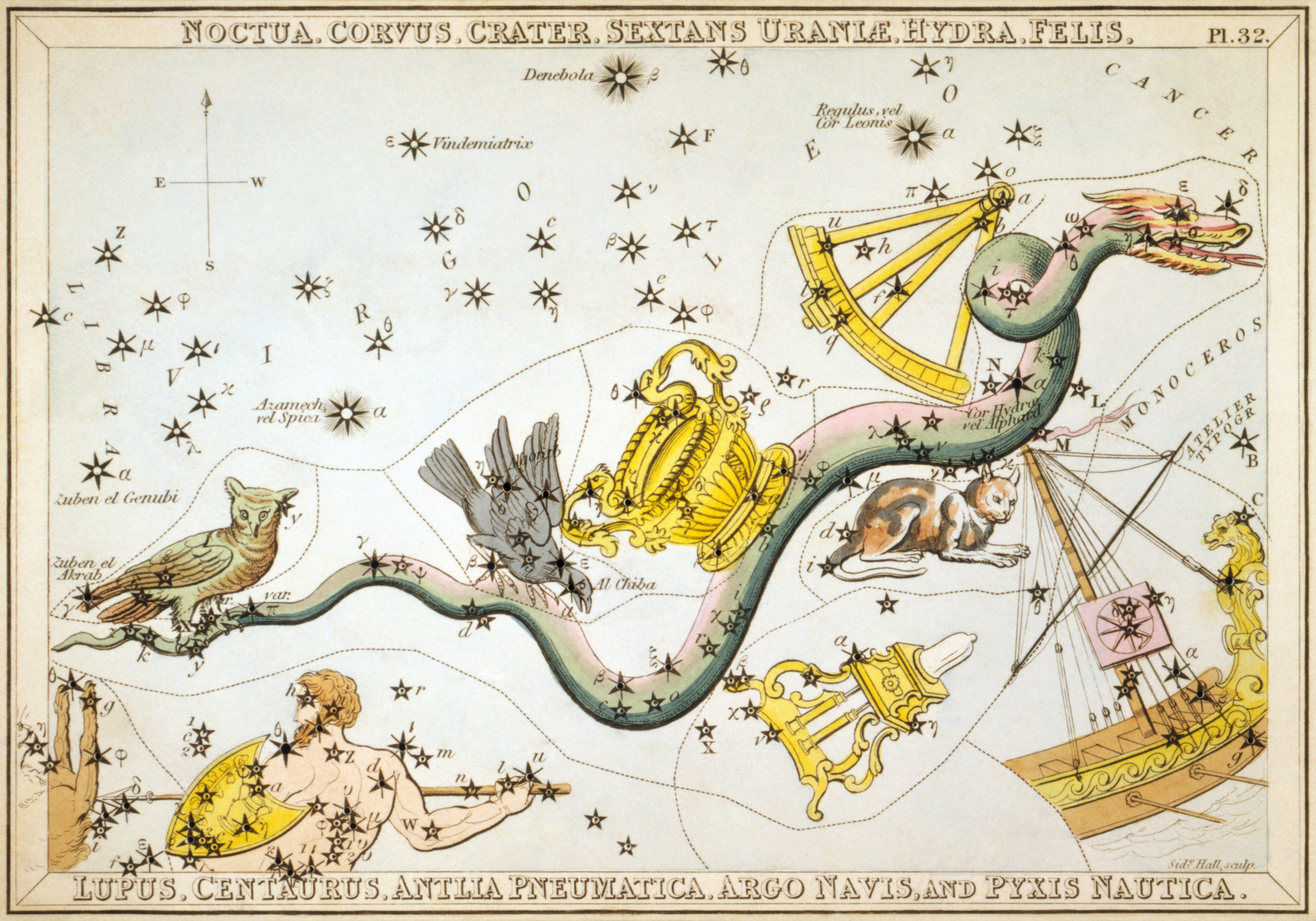
Hidra i les constel·lacions dels voltants, de l'Urania's Mirror (1825).

La constel·lació grega d'Hidra Femella és una adaptació d'una constel·lació babilònica: el compendi MUL.APIN inclou una constel·lació de "serp" (MUL.DINGIR.MUŠ) que es correspon lliurement amb Hidra Femella. És una de les dues constel·lacions de "serp" babilònics (l'altra és l'origen de la grega Serpens), un híbrid mitològic de serp, lleó i ocell.
La forma d'Hidra s'assembla a una serp retorçada, i apareix com a tal en alguns mites grecs. Un mite l'associa amb una serp d'aigua que un corb va servir a Apol·lo en una tassa quan va ser enviat a buscar aigua. Apol·lo es va adonar de l'engany i va llançar amb ira el corb, la copa i la serp al cel. També s'associa amb el monstre de l'Hidra, amb els seus nombrosos caps, matat per Hèracles, representat en una altra constel·lació. Segons la llegenda, si es tallaven un dels caps de l'Hidra, en creixien dos més al seu lloc. No obstant això, el nebot d'Hèracles, Iolaus, va cremar els colls amb una torxa per evitar que tornés a créixer i així va permetre a Hèrcules vèncer l'Hidra.

### Mitologia i equivalents en altres cultures
En la mitologia hindú, l'estrella que equival a Hydra és Ashlesha.
A l'astronomia xinesa, les estrelles que corresponen a Hidra es troben dins de l'Ocell vermell i el Drac atzur. El cap d'Hidra era conegut col·lectivament com "Min al Az'al", que significa "pertany a l'indret deshabitat" en àrab.

## Característiques

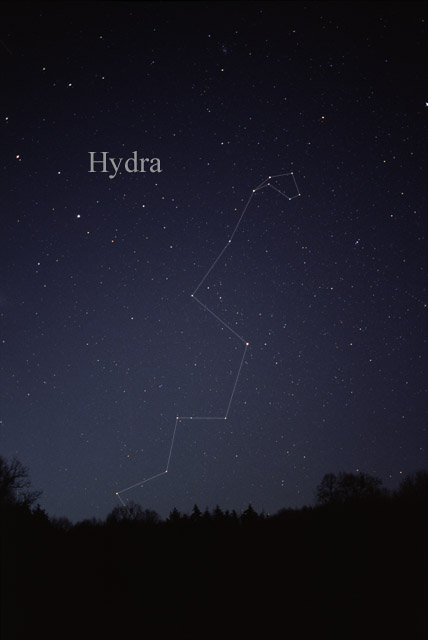
La constel·lació d'Hidra Femella tal com es pot veure a ull nu.

### Estrelles
Malgrat la seva mida, l'Hidra Femella només conté una estrella moderadament brillant, Alphard, designada Alfa de l'Hidra Femella. És una gegant taronja de magnitud 2,0, a 177 anys llum de la Terra. El seu nom tradicional significa "la solitària". Beta de l'Hidra Femella és una estrella de color blanc blau de magnitud 4,3, a 365 anys llum de la Terra. Gamma de l'Hidra Femella és una gegant groga de magnitud 3,0, a 132 anys llum de la Terra.
Hydra té una estrella binària brillant, Èpsilon de l'Hidra Femella, que és difícil de dividir en telescopis amateurs; té un període de 1000 anys i es troba a 135 anys llum de la Terra. La primària és una estrella groga de magnitud 3,4 i la secundària és una estrella blava de magnitud 6,7. Tanmateix, hi ha diverses estrelles dobles més tènues i estrelles binàries a Hydra. 27 de l'Hidra Femella és una estrella triple amb dos components visibles amb prismàtics i tres visibles en petits telescopis amateurs. La primària és una estrella blanca de magnitud 4,8, a 244 anys llum de la Terra. La secundària, una estrella binària, apareix als prismàtics amb una magnitud de 7,0 però està composta per una estrella de magnitud 7 i una de magnitud 11; està a 202 anys llum de la Terra. 54 de l'Hidra Femella és una estrella binària a 99 anys llum de la Terra, fàcilment divisible en petits telescopis amateurs. La primària és una estrella groga de magnitud 5,3 i la secundària és una estrella porpra de magnitud 7,4. N de l'Hidra Femella (N Hya) és un parell d'estrelles de magnituds 5.8 i 5.9. Struve 1270 (Σ1270) consta d'un parell d'estrelles, de magnituds 6,4 i 7,4.
L'altra estrella principal anomenada a Hidra Fermella és Sigma de l'Hidra Femella (σ Hydrae), que també té el nom de Minchir, del mot àrab per al nas de serp. Amb una magnitud de 4,54, és força tènue. El cap de la serp correspon a l'Ashlesha Nakshatra, la constel·lació zodiacal lunar de l'astronomia índia. El nom de Nakshatra (Ashlesha) es va convertir en el nom propi d'Epsilon de l'Hydra Femella des de l'1 de juny de 2018 per IAU.
Hydra també és la llar de diverses estrelles variables. R de l'Hidra Femella és una estrella Variable Mira a 2000 anys llum de la Terra; és una de les variables Mira més brillants en el seu màxim de magnitud 3,5. Té una magnitud mínima de 10 i un període de 390 dies. V de l'Hidra Femella és una estrella variable vermella inusualment vívida a 20.000 anys llum de la Terra. La seva magnitud varia des d'un mínim de 9,0 fins a un màxim de 6,6. U de l'Hidra Femella és una estrella variable semiregular amb un color vermell intens, a 528 anys llum de la Terra. Té una magnitud mínima de 6,6 i una màxima de 4,2; el seu període és de 115 dies.
Hydra inclou GJ 357, una estrella de seqüència principal de tipus M situada a només 31 anys llum del Sistema Solar. Aquesta estrella té tres exoplanetes confirmats a la seva òrbita, un dels quals, GJ 357 d, es considera una "Super-Terra" dins de la zona habitable circumstel·lar.
La constel·lació també conté la galàxia de ràdio Hydra A, així com la propera nana marró WISE 0855−0714 també coneguda com Proxima de l'Hidra Femella, sent l'objecte (sub)estelar més proper de la constel·lació.

### Objectes del cel profund

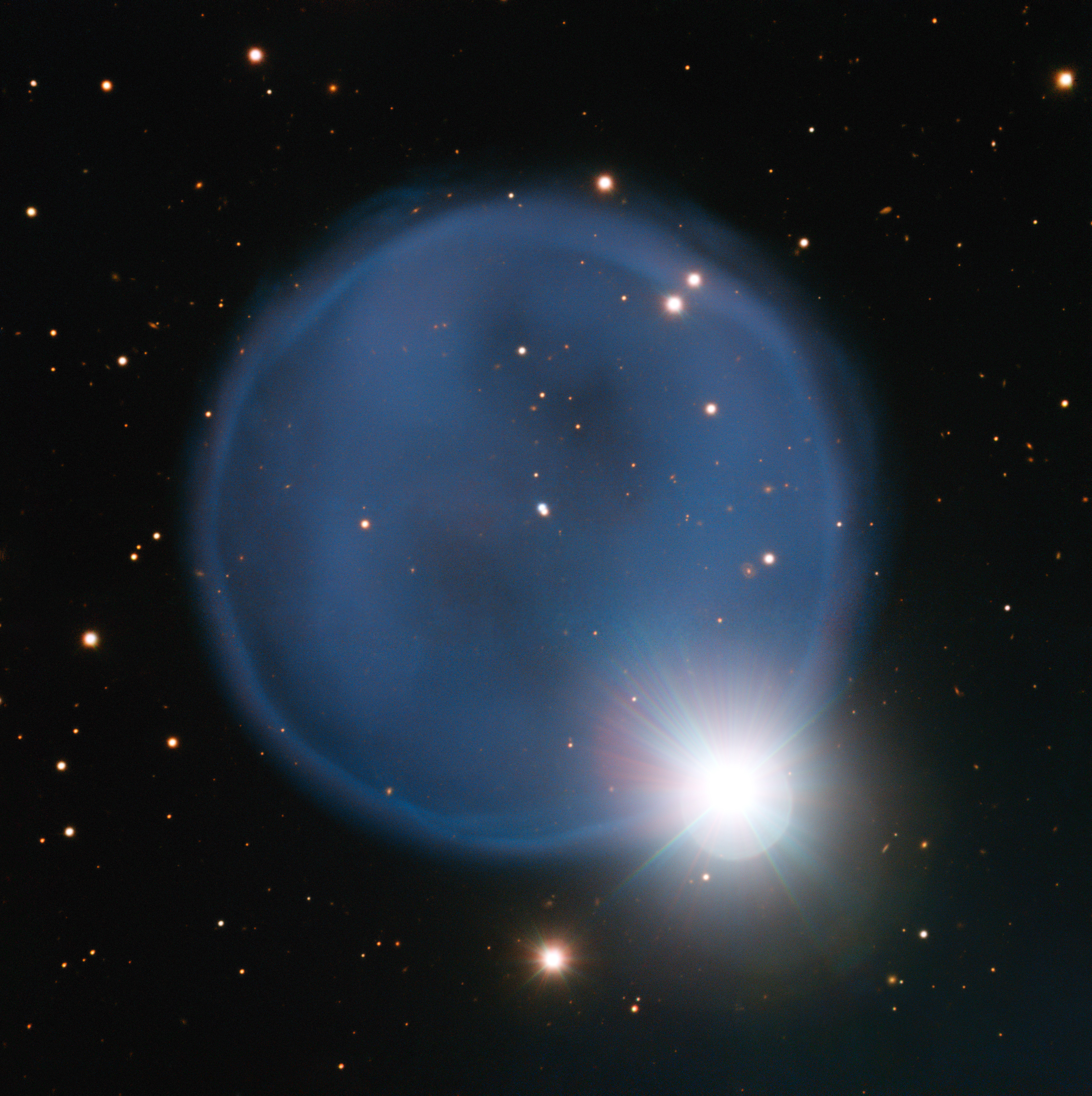
La nebulosa planetària Abell 33 capturada amb el Very Large Telescope d'ESO.

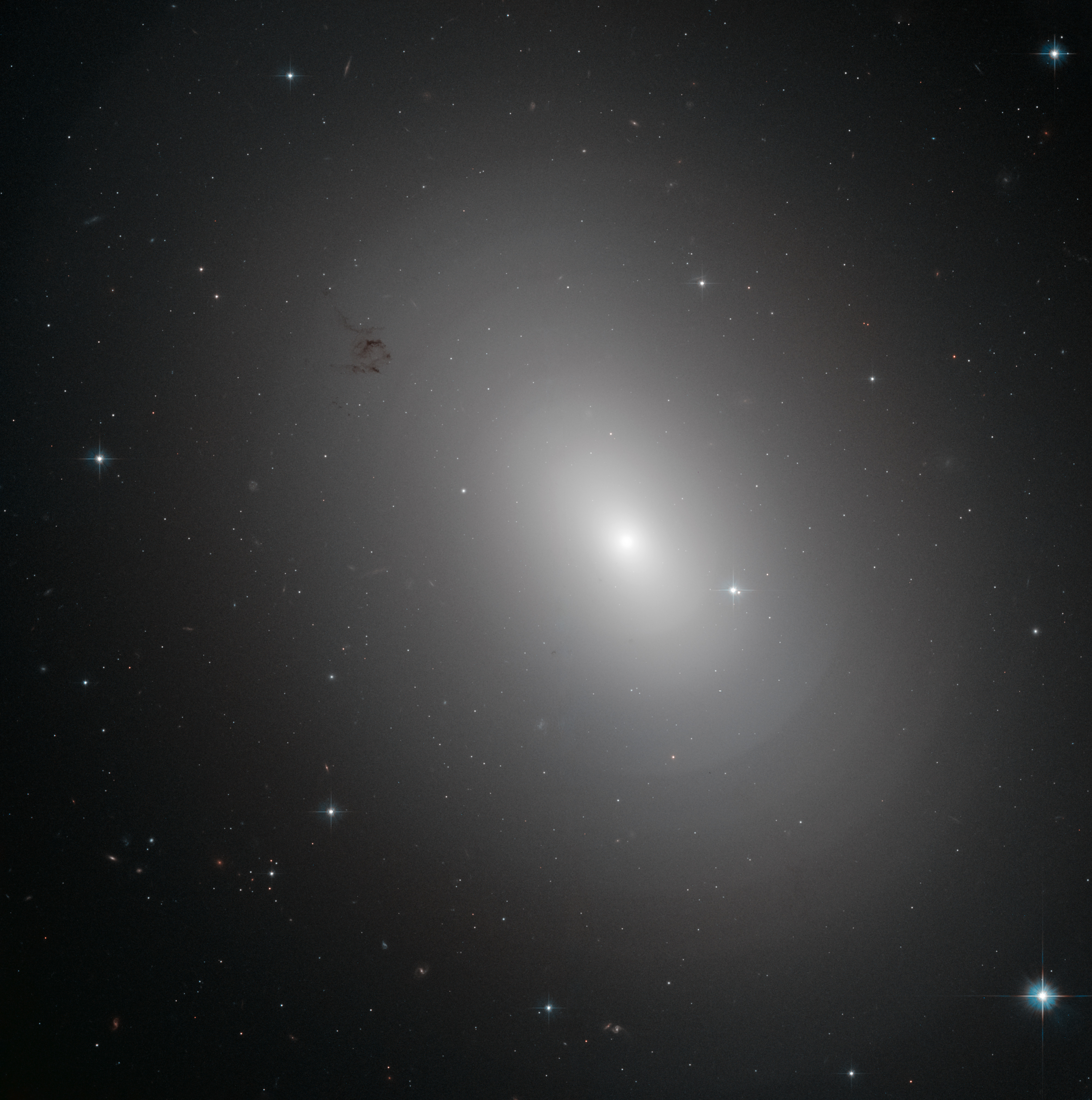
La galàxia el·líptica NGC 3923.

Hydra conté tres objectes Messiers. M83, també coneguda com la Galàxia del Molinet Austral, es troba a la frontera d'Hidra i Centaure, M68 és un cúmul globular prop de M83, i M48 és un cúmul estel·lar obert a l'extrem occidental de la serp.
NGC 3242 és una nebulosa planetària de magnitud 7,5, a 1400 anys llum de la Terra. Descobert el 1785 per William Herschel, s'ha guanyat el sobrenom de "fantasma de Júpiter" per la seva sorprenent semblança amb el planeta gegant. El seu disc blau-verd és visible en petits telescopis i el seu halo és visible en instruments més grans.
M48 (NGC 2548) és un cúmul obert que és visible a ull nu sota un cel fosc. La seva forma ha estat descrita com a "triangular"; aquest cúmul de 80 estrelles és inusualment gran, més de mig grau de diàmetre, més gran que el diàmetre de la Lluna plena.

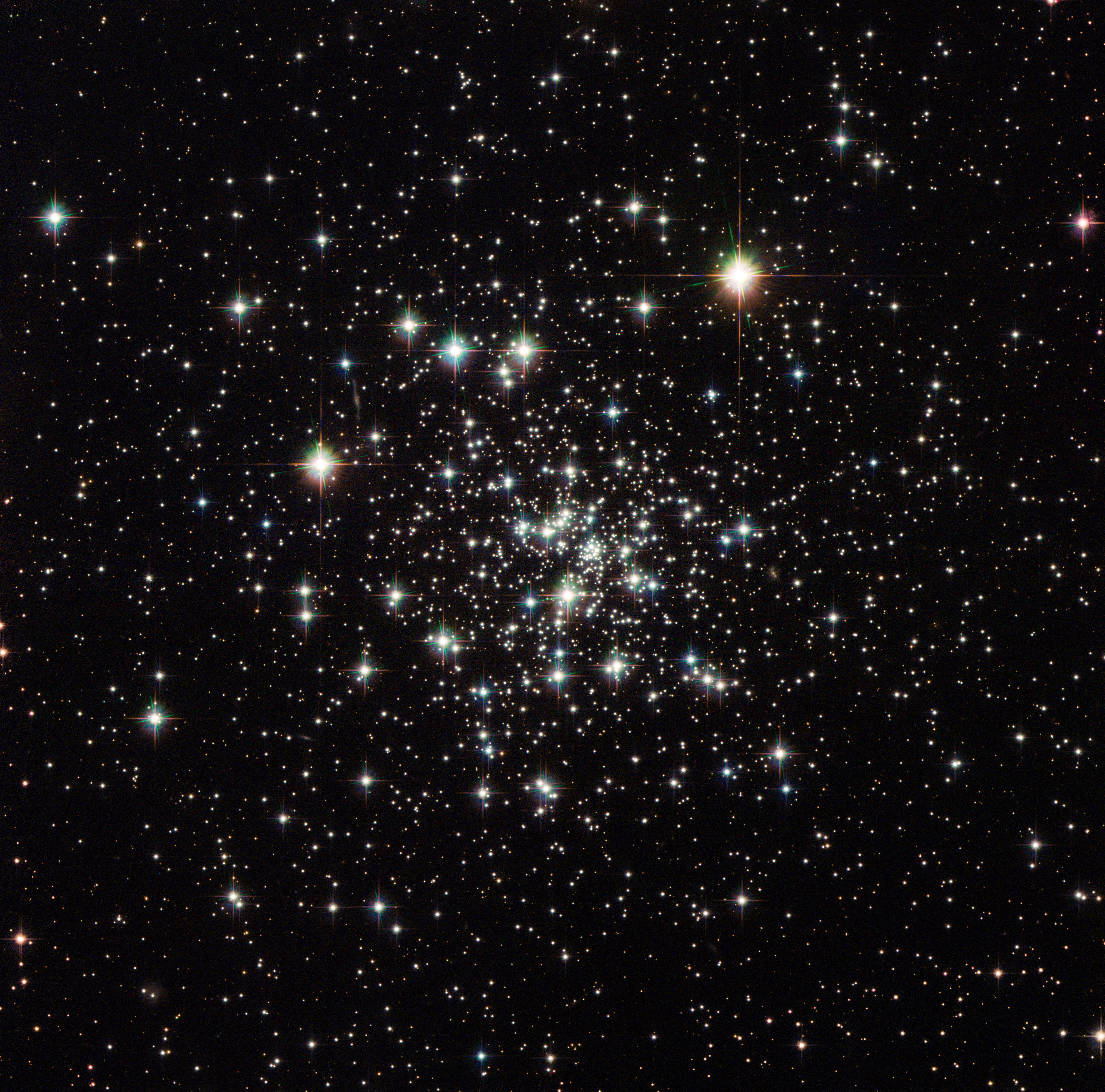
Antic cúmul globular NGC 6535.

Hi ha diversos cúmuls globulars a Hydra. M68 (NGC 4590) és un cúmul globular visible amb prismàtics i resoluble en telescopis amateurs mitjans. Es troba a 31.000 anys llum de la Terra i té la magnitud 8. NGC 5694 és un cúmul globular de magnitud 10,2, 105.000 anys llum de la Terra. També anomenat "Cúmul globular de Tombaugh", és un cúmul de classe VII de Shapley; la classificació indica que té concentració intermèdia al seu nucli. Tot i que va ser descobert com a objecte no estel·lar l'any 1784 per William Herschel, el seu estat com a cúmul globular no es va determinar fins al 1932, quan Clyde Tombaugh va mirar plaques fotogràfiques preses de la regió prop de Pi de l'Hidra Femella el 12 de maig de 1931.
M83 (NGC 5236), la Galàxia del Molinet Austral, és una galàxia espiral de vuitena magnitud. S'observa fàcilment als cels al sud dels 40° de latitud N, que es troba utilitzant 1, 2, 3 i 4 del Centaure com a estrelles guia. Ha estat amfitrió de sis supernoves. Els grans telescopis d'aficionats - per sobre de 12 polzades d'obertura revelen els seus braços espirals, la barra i el nucli petit i brillant. En un instrument amateur de mida mitjana, d'unes 8 polzades d'obertura, els braços espirals es fan visibles en bones condicions. No és perfectament simètric a l'ocular, més aviat, el costat nord-oest està aplanat i el nucli té una barra de sud-oest a nord-est. Una germana menor de la Via Làctia, és una galàxia espiral de gran disseny de 40.000 anys llum de diàmetre.

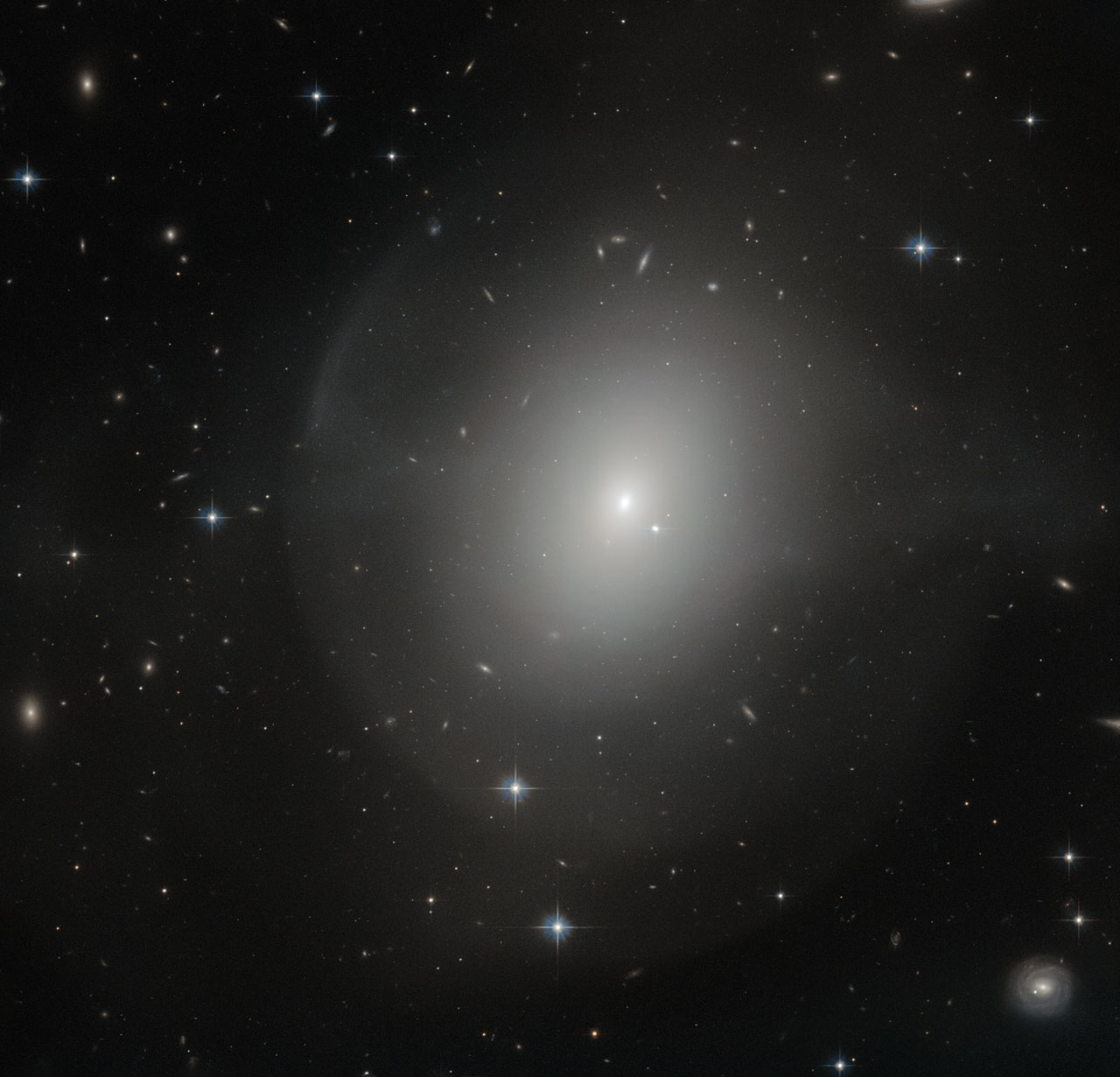
NGC 2865 és relativament jove i dinàmic, amb un disc que gira ràpidament ple d'estrelles joves i gas ric en metalls.

Hi ha moltes altres galàxies situades a Hidra Femella. NGC 3314, normalment delineada com NGC 3314a i NGC 3314b, és un parell de galàxies que apareixen superposades, malgrat que no estan relacionades ni interactuen de cap manera. La galàxia en primer pla, NGC 3314a, es troba a una distància de 140 milions d'anys llum i és una galàxia espiral de cara. La galàxia de fons, NGC 3314b, és una galàxia espiral obliqua, i té un nucli que sembla vermellós a causa del disc polsegós de NGC 3314a. ESO 510-G13 és una galàxia espiral deformada situada a 150 milions d'anys llum de la Terra. Encara que la majoria dels discs galàctics són plans a causa de la seva velocitat de rotació, la seva conformació es pot canviar, com és el cas d'aquesta galàxia. Els astrònoms especulen que això es deu a interaccions amb altres galàxies. NGC 5068 pot ser membre del grup M83, però la seva identitat està en disputa. Té una brillantor superficial baixa i un diàmetre de 4,5 minuts d'arc. No és perfectament circular, més aviat és el·líptic i orientat en un eix oest-nord-oest/est-sud-est. No obstant això, té una brillantor força uniforme a tot arreu.
Una altra galàxia notable és NGC 4993, una galàxia el·líptica que va ser la font dels esdeveniments GW170817, GRB 170817A i SSS17a de la fusió de dues estrelles de neutrons.

### Pluja de meteorits
Els Sigma hídrids són una pluja molt activa que assoleixen el pic el 6 de desembre i amb un cos progenitor desconegut. Els Hídrids Alfa són una pluja menor que arriba entre l'1 i el 7 de gener.